# Hintere Gebhardspitze
Hintere Gebhardspitze är en bergstopp i Österrike. Den ligger i distriktet Landeck och förbundslandet Tyrolen, i den västra delen av landet. Toppen på Hintere Gebhardspitze är 3 110 meter över havet.
Den högsta punkten i närheten är Glockturm, 3 356 meter över havet, 4,6 km söder om Hintere Gebhardspitze.
Trakten runt Hintere Gebhardspitze består i huvudsak av kala bergstoppar.